# Рейс (фільм, 1970)
«Рейс» (пол. Rejs) — комедійний фільм польського режисера Марека Півовського, знятий 1970 року.

## Сюжет
Двом безквитковим пасажирам вдається проникнути на борт судна «Нептун», що збирається вийти з туристами на борту в рейс по Віслі. Один із них, за потурання капітана, оголошений «інструктором з культурно-освітньої частини», просто — масовиком-витівником. Його зусиллями і з мовчазної згоди пасажирів (що являють собою зріз тодішнього польського суспільства), круїз перетворюється на суміш порожньої балаканини і розваг все більш абсурдного характеру.
Фільм має відкритий фінал.

## У ролях
- Станіслав Тим — псевдо-витівник
- Іоланта Льоте — дівчина, що гуляє в купальному костюмі
- Ванда Станіславська-Льоте — Христина Мамоньова
- Єжи Добровольський — приятель «витівника»
- Анджей Добош — філософ
- Ферідун Ерол — матрос
- Ян Хімільсбах — Сидоровський
- Єжи Карашкевич — рибалок
- Здіслав Маклякевич — інженер Мамонь
- Мацей Міхаляк
- Ришард Петруський — капітан
- Войцех Покора
- Роман Сушко — професор
- Вацлав Антчак
- Й. Безамсон
- Євген Гаєвський — член конкурсної комісії
- Марія Гесицька — пані Міся
- Ірена Ізиковська — Сидорівська
- Януш Клосинський — співак Юзю
- Лешек Ковалевський — поет
- Вавржинець Трибала-Ольшевський
- Й. Пекарський
- Т. Петржик
- А. Собчик — суддя
- Рафал Соколовський